# Mortes em julho de 2012
Mortes em 2012: ← Janeiro – Fevereiro – Março – Abril – Maio – Junho – Julho – Agosto – Setembro – Outubro – Novembro – Dezembro →
Esta é uma relação de pessoas notáveis que morreram durante o mês de julho de 2012, listando nome, nacionalidade, ocupação e ano de nascimento.

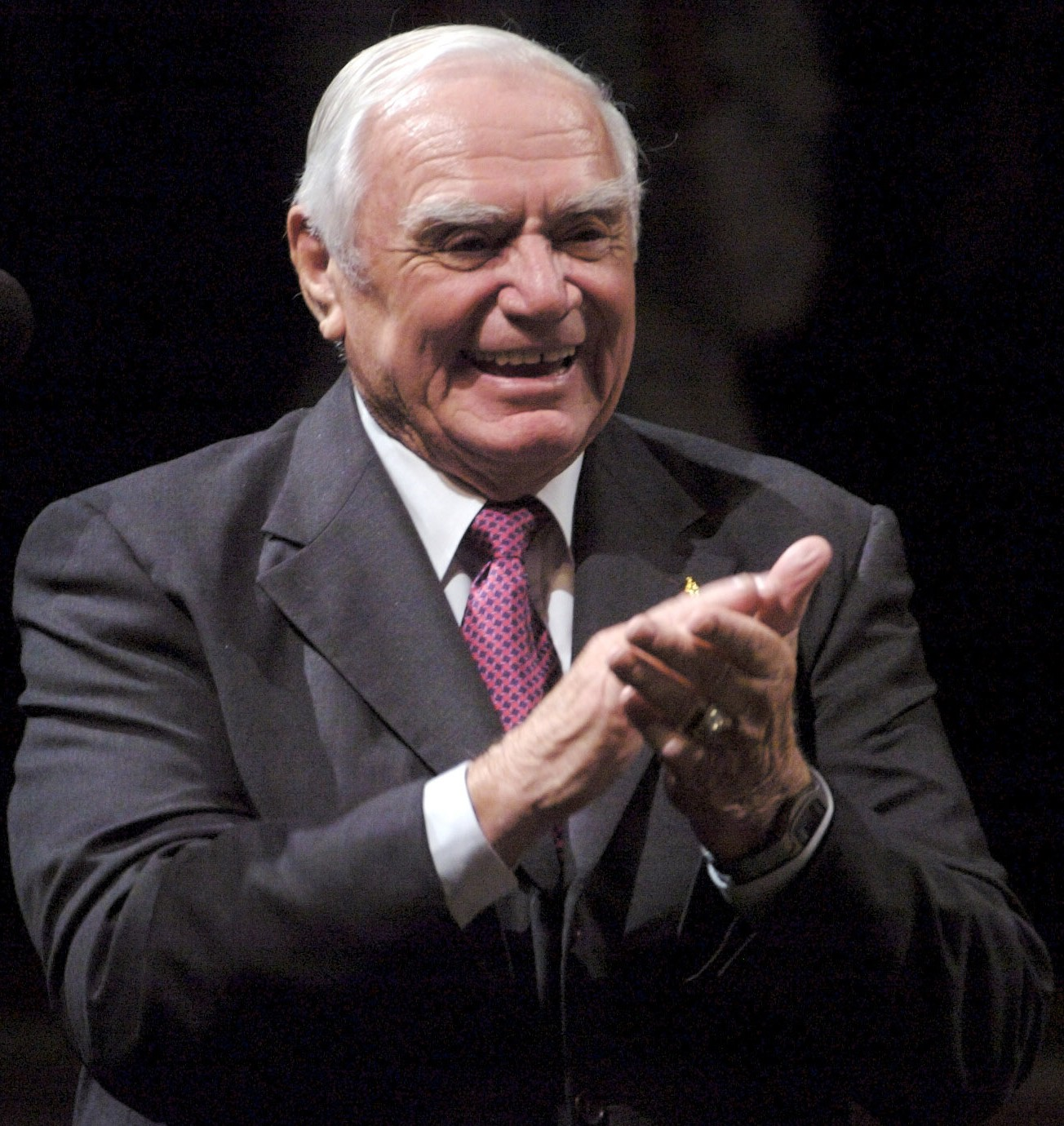
Ernest Borgnine, ator estadunidense.

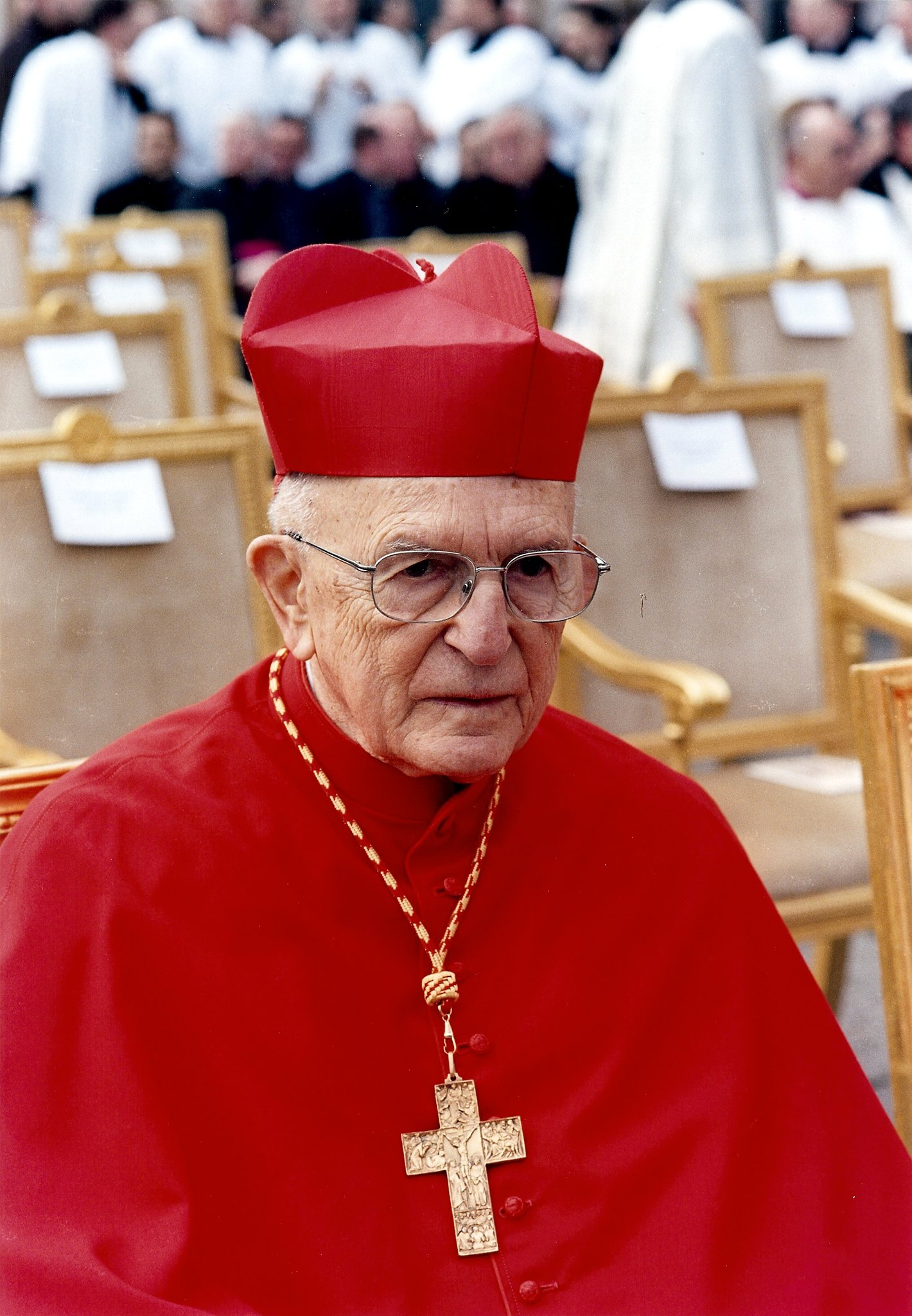
Dom Eugênio de Araújo Sales, cardeal brasileiro.

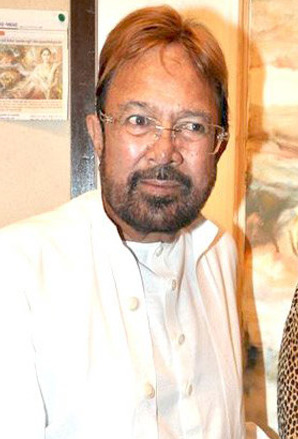
Rajesh Khanna, ator, produtor e político indiano.

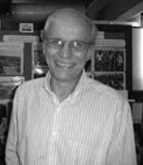
Antônio Brand, antropólogo brasileiro.

| Dia | Nome                      | Profissão ou motivo de reconhecimento  | Nacionalidade  | Ano de nasc. | Ref    |
| --- | ------------------------- | -------------------------------------- | -------------- | ------------ | ------ |
| 1   | Alan Poindexter           | Astronauta                             | Estados Unidos | 1961         | [ 1 ]  |
| 1   | Evelyn Lear               | Soprano                                | Estados Unidos | 1926         | [ 2 ]  |
| 2   | Francisco José Pereira    | Jornalista                             | Brasil         | 1933         | [ 3 ]  |
| 3   | Andy Griffith             | Ator e diretor                         | Estados Unidos | 1926         | [ 4 ]  |
| 3   | Sergio Pininfarina        | Engenheiro e designer                  | Itália         | 1926         | [ 5 ]  |
| 3   | Antônio Brand             | Antropólogo, indigenista e historiador | Brasil         | 1949         | [ 6 ]  |
| 4   | Eric Sykes                | Escritor e humorista                   | Inglaterra     | 1923         | [ 7 ]  |
| 7   | Leon Schlumpf             | Político                               | Suíça          | 1925         | [ 8 ]  |
| 7   | Ronaldo Cunha Lima        | Político e poeta                       | Brasil         | 1936         | [ 9 ]  |
| 8   | Ernest Borgnine           | Ator                                   | Estados Unidos | 1917         | [ 10 ] |
| 8   | José Roberto Bertrami     | Músico                                 | Brasil         | 1946         | [ 11 ] |
| 9   | Arnaldo Lopes Süssekind   | Jurista e político                     | Brasil         | 1917         | [ 12 ] |
| 9   | Denise René               | Galerista                              | França         | 1913         | [ 13 ] |
| 9   | Eugênio Sales             | Cardeal                                | Brasil         | 1920         | [ 14 ] |
| 9   | Hilda Koller              | Escritora                              | Brasil         | 1938         | [ 15 ] |
| 13  | Richard D. Zanuck         | Produtor de cinema                     | Estados Unidos | 1934         | [ 16 ] |
| 13  | Sage Stallone             | Ator, filho de Sylvester Stallone      | Estados Unidos | 1976         | [ 17 ] |
| 13  | Wladyslawa Wolowska Mussi | Médica                                 | Brasil         | 1910         | [ 18 ] |
| 14  | Sixten Jernberg           | Esquiador                              | Suécia         | 1929         | [ 19 ] |
| 15  | Carlos Hugo von Graffen   | Político                               | Brasil         | 1921         | [ 20 ] |
| 15  | Celeste Holm              | Atriz                                  | Estados Unidos | 1917         | [ 21 ] |
| 16  | Jon Lord                  | Músico e compositor                    | Inglaterra     | 1941         | [ 22 ] |
| 16  | Stephen Covey             | Escritor                               | Estados Unidos | 1932         | [ 23 ] |
| 16  | Ed Lincoln                | Compositor e arranjador                | Brasil         | 1932         | [ 24 ] |
| 16  | William Asher             | Diretor e roteirista                   | Estados Unidos | 1921         | [ 25 ] |
| 18  | Rajesh Khanna             | Ator, produtor e político              | Índia          | 1942         | [ 26 ] |
| 19  | Omar Suleiman             | Militar e político                     | Egito          | 1936         | [ 27 ] |
| 19  | Tom Davis                 | Humorista                              | Estados Unidos | 1952         | [ 28 ] |
| 20  | Helena Cidade Moura       | Política                               | Portugal       | 1924         | [ 29 ] |
| 20  | José Hermano Saraiva      | Historiador                            | Portugal       | 1919         | [ 30 ] |
| 20  | Simon Ward                | Ator                                   | Inglaterra     | 1941         | [ 31 ] |
| 20  | Diva Pacheco              | Atriz                                  | Brasil         | 1939         |        |
| 21  | Alexander Cockburn        | Jornalista                             | Irlanda        | 1941         | [ 32 ] |
| 21  | Marcos Roberto            | Cantor                                 | Brasil         | 1941         | [ 33 ] |
| 22  | Oswaldo Payá              | Ativista                               | Cuba           | 1952         | [ 34 ] |
| 23  | Aloísio Teixeira          | Professor                              | Brasil         | 1944         | [ 35 ] |
| 23  | Frank Pierson             | Roteirista e cineasta                  | Estados Unidos | 1925         | [ 36 ] |
| 23  | Sally Ride                | Astronauta                             | Estados Unidos | 1951         | [ 37 ] |
| 24  | John Atta Mills           | Presidente de seu país                 | Gana           | 1944         | [ 38 ] |
| 24  | Chad Everett              | Ator                                   | Estados Unidos | 1937         | [ 39 ] |
| 25  | Jorge Vieira              | Futebolista e treinador                | Brasil         | 1934         | [ 40 ] |
| 26  | Lupe Ontiveros            | Atriz                                  | Estados Unidos | 1942         | [ 41 ] |
| 27  | Tony Martin               | Ator e cantor                          | Estados Unidos | 1913         | [ 42 ] |
| 27  | Jack Taylor               | Árbitro de futebol                     | Reino Unido    | 1930         | [ 43 ] |
| 31  | Gore Vidal                | Dramaturgo                             | Estados Unidos | 1925         | [ 44 ] |
| 31  | Alfredo Ramos             | Futebolista e treinador                | Brasil         | 1924         | [ 45 ] |
| 31  | Carla Lupi                | Atriz                                  | Portugal       | 1965         | [ 46 ] |